# Leucaena
Leucaena ist eine Gattung von etwas über 20 Arten aus der Familie der Hülsenfrüchtler (Fabaceae), die als Bäume oder Sträucher wachsen. Das natürliche Verbreitungsgebiet der Gattung liegt in Nord- und Südamerika. Eine Art, die Weißkopfmimose (Leucaena leucocephala), wird weltweit in den Tropen unter anderem als Futterpflanze genutzt.

## Beschreibung
Die Arten der Gattung Leucaena wachsen als immergrüne und unbewehrte Bäume und Sträucher. Die Laubblätter sind doppelt gefiedert. Die Nebenblätter sind klein, borstig und fallen früh ab. Der Blattstiel ist häufig mit Drüsen besetzt. Die zahlreichen, kleinen Blättchen sind gegenständig angeordnet.
Die rundlichen und gestielten Blütenköpfchen stehen einzeln oder in Büscheln in den Blattachseln. Es werden meist zwei Tragblätter gebildet. Die Blüten sind meist zwittrig und sitzend. Der Blütenkelch ist glockenförmig und fünfzipfelig. Die fünf Kronblätter stehen frei oder beinahe frei. Es werden zehn Staubblätter gebildet, die frei stehen und über die Kronblätter hinaus reichen. Die Staubbeutel haben Drüsen. Der Fruchtknoten ist gestielt und hat zahlreiche Samenanlagen. Der Griffel ist fadenförmig. Die Früchte sind gestielte, breit bandförmige, ledrige, zweiklappige Hülsen. Die Samen sind querliegend, eiförmig und flach.

## Verbreitung
Das Verbreitungsgebiet der etwas über 20 Arten befindet sich in Nord- und Südamerika. Eine Art, die Weißkopfmimose (Leucaena leucocephala), manchmal auch als „Wilde Tamarinde“ bezeichnet, obwohl dieser Name zu einer anderen Pflanzenart gehört, wurde in Asien eingebürgert.

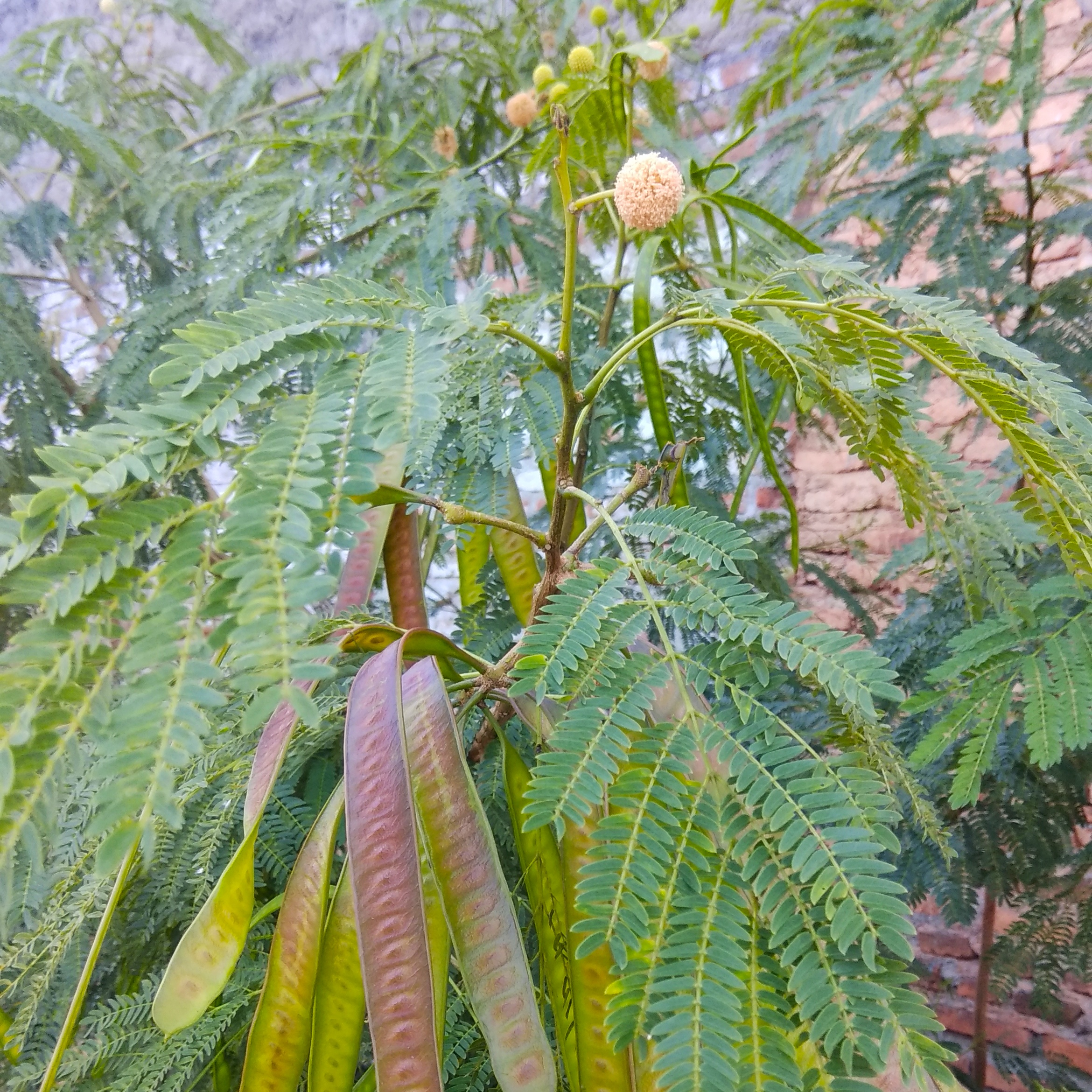
Leucaena leucocephala blühend und fruchtend

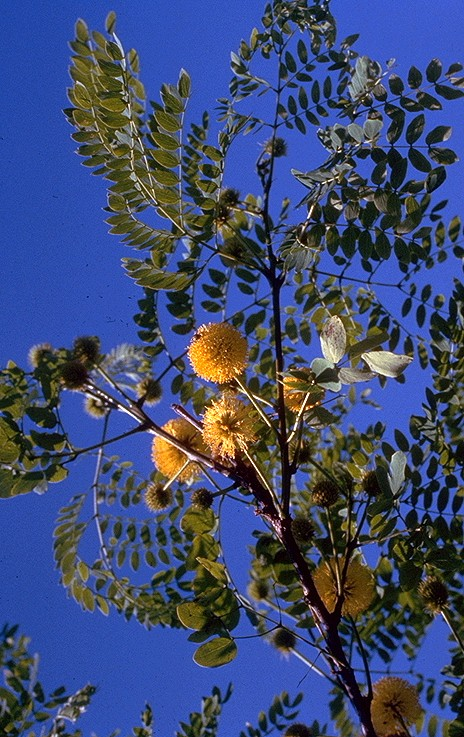
Leucaena retusa

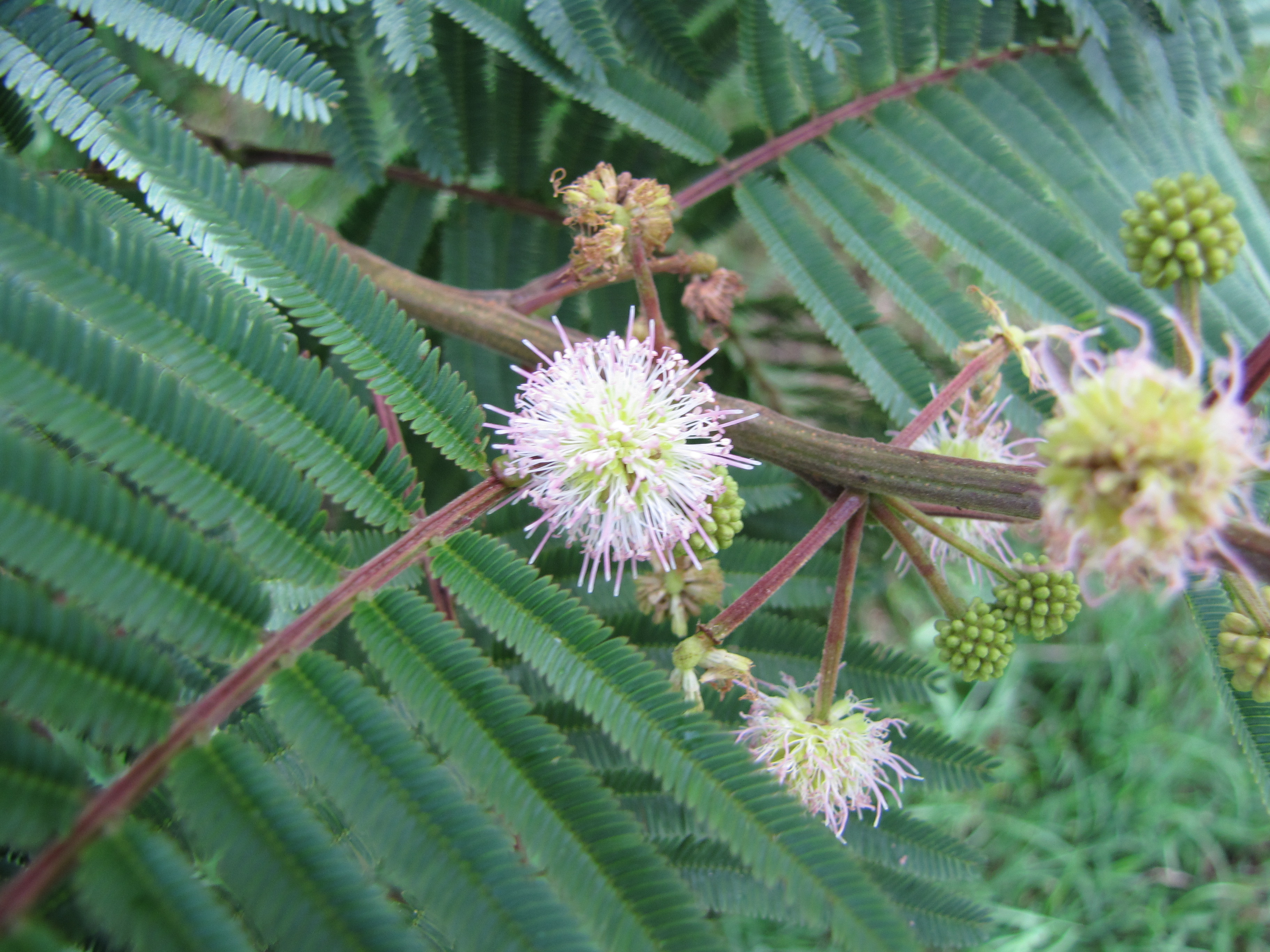
Leucaena ×spontanea

## Systematik und Forschungsgeschichte
Leucaena ist eine Gattung in der Familie der Hülsenfrüchtler (Fabaceae). Dort wird sie der Unterfamilie der Mimosengewächse (Mimosoideae), Tribus Mimoseae zugeordnet. Die Gattung wurde von George Bentham 1842 erstbeschrieben.
Laut Flora of China werden 22 Arten unterschieden, in der Plant List werden folgende 24 Arten anerkannt:
- Leucaena collinsii Britton & Rose: Sie kommt in zwei Unterarten im mexikanischen Bundesstaat Chiapas und im südlichen Guatemala vor.[2]
- Leucaena confertiflora Zarate: Sie kommt in Mexiko vor.[2]
- Leucaena cuspidata Standl.: Sie kommt in Mexiko vor.[2]
- Leucaena diversifolia (Schltdl.) Benth.: Sie kommt im südlichen Mexiko und in Guatemala vor.[2]
- Leucaena esculenta (DC.) Benth.: Sie kommt in Mexiko vor.[2]
- Leucaena greggii S.Watson: Sie kommt im nördlichen Mexiko vor.[2]
- Leucaena involucrata Zarate: Sie kommt im nördlichen Mexiko vor.[2]
- Leucaena lanceolata S.Watson: Sie kommt in Mexiko vor.[2]
- Leucaena lempirana C.E.Hughes: Sie kommt in Honduras vor.[2]
- Weißkopfmimose (Leucaena leucocephala (Lam.) de Wit): Sie kommt in drei Unterarten ursprünglich in Mexiko, im nördlichen Belize und im westlichen Guatemala vor. In Afrika, im tropischen Asien, in Australien und auf vielen Inseln im Pazifik ist sie ein Neophyt.[2]
- Leucaena macrophylla Benth.: Sie kommt in zwei Unterarten in Mexiko vor.[2]
- Leucaena magnifica (C.E.Hughes) C.E.Hughes: Sie kommt in Guatemala vor.[2]
- Leucaena matudae (Zarate) C.E.Hughes: Sie kommt im mexikanischen Bundesstaat Guerrero vor.[2]
- Leucaena ×mixtec C.E.Hughes & S.A.Harris = Leucaena esculenta × Leucaena leucocephala subsp. glabrata: Sie kommt in Mexiko vor.
- Leucaena multicapitula Schery: Sie kommt im südlichen Nicaragua, im nördlichen Costa Rica und in Panama vor.[2]
- Leucaena pallida Britton & Rose: Sie kommt in Mexiko vor.[2]
- Leucaena pueblana Britton & Rose: Sie kommt in Mexiko vor.[2]
- Leucaena pulverulenta (Schltdl.) Benth.: Sie kommt in Texas und in Mexiko vor.[2]
- Leucaena retusa Benth.: Sie kommt in Texas und im nördlichen Mexiko vor.[2]
- Leucaena salvadorensis Britton & Rose: Sie kommt im südlichen Honduras, im östlichen El Salvador und im nordwestlichen Nicaragua vor.[2]
- Leucaena shannonii Donn.Sm.: Sie kommt im südlichen Mexiko, im südlichen Guatemala, in Honduras, in El Salvador und im westlichen Nicaragua vor.[2]
- Leucaena ×spontanea C.E.Hughes & S.A.Harris = Leucaena diversifolia × Leucaena leucocephala subsp. glabrata
- Leucaena trichandra (Zucc.) Urb.: Sie kommt in Mexiko, Guatemala, Honduras, Belize, El Salvador und im nördlichen Nicaragua vor.[2]
- Leucaena trichodes (Jacq.) Benth.: Sie kommt in Kolumbien, Ecuador, Peru und Venezuela vor.[2]

## Verwendung
Die Art Leucaena leucocephala gilt in den Tropen als eine der bedeutendsten Futterpflanzen, etliche weitere Arten der Gattung werden im tropischen Amerika in geringerem Umfang ähnlich genutzt. Aufgrund des hohen Gehalts an Alkaloiden dürfen sie an nicht wiederkäuende Tiere nur in geringem Maße zugefüttert werden. Wiederkäuer vertragen sie jedoch problemlos. Sie dienen auch als Erosionsschutz, zur Aufforstung und als Schattenbäume in Plantagen. Die Bäume sind stockausschlagfreudig und schnell wachsend. Sie eignen sich daher zur Holzgewinnung und zur Gewinnung von hochwertiger Zellulose für die Papierherstellung.

## Nachweise